# Kelisia praecox
Kelisia praecox är en insektsart som beskrevs av Haupt 1935. Kelisia praecox ingår i släktet Kelisia och familjen sporrstritar. Enligt den finländska rödlistan är arten nära hotad i Finland. Artens livsmiljö är forsar. Inga underarter finns listade i Catalogue of Life.